# Трезель
Трезе́ль (фр. Trézelles) — коммуна во Франции, находится в регионе Овернь. Департамент коммуны — Алье. Входит в состав кантона Жалиньи-сюр-Бебр. Округ коммуны — Виши.
Код INSEE коммуны — 03291.

## Население
Население коммуны на 2008 год составляло 382 человека.
| 1852 | 1962 | 1968 | 1975 | 1982 | 1990 | 1999 | 2008 |
| ---- | ---- | ---- | ---- | ---- | ---- | ---- | ---- |
| 940  | 486  | 562  | 521  | 453  | 414  | 395  | 382  |

## Экономика
В 2007 году среди 231 человек в трудоспособном возрасте (15—64 лет) 169 были экономически активными, 62 — неактивными (показатель активности — 73,2 %, в 1999 году было 67,6 %). Из 169 активных работали 149 человек (83 мужчины и 66 женщин), безработных было 20 (5 мужчин и 15 женщин). Среди 62 неактивных 12 человек были учениками или студентами, 25 — пенсионерами, 25 были неактивными по другим причинам.

## Достопримечательности
- Церковь Трезель
- Замок Кийе
- Руины замка Трезель
- Замок Вийар (XVI век)
- Железный мост XIX века через реку Бебр